# Wyer Island
Wyer Island är en ö i Australien. Den ligger i delstaten Queensland, omkring 2 200 kilometer nordväst om delstatshuvudstaden Brisbane.
Savannklimat råder i trakten. Genomsnittlig årsnederbörd är 1 543 millimeter. Den regnigaste månaden är januari, med i genomsnitt 308 mm nederbörd, och den torraste är september, med 11 mm nederbörd.